# Mmusa Ohilwe
Mmusa Ohilwe (Shoshong, 17 de abril de 1986) é um futebolista botsuanense que atua como defensor.

## Carreira
Mmusa Ohilwe representou o elenco da Seleção Botsuanense de Futebol no Campeonato Africano das Nações de 2012.